# منشور آدریاتیک
منشور آدریاتیک (انگلیسی: Adriatic Charter)، اتحادی است متشکل از آلبانی، کرواسی، جمهوری مقدونیه و ایالات متحده آمریکا که هدفش کمک به تلاش‌های آن‌ها برای پیوستن به ناتو است.
این منشور در دوم مه ۲۰۰۳ در تیرانا و زیر نظر ایالات متحده به امضا رسید. نقش ایالات متحده ابهاماتی را ایجاد کرده‌است. در مباحث پیرامون این موضوع در سایر کشورهای عضو معمولاً از این منشور به عنوان منشور آمریکا - آدریاتیک نام برده می‌شود.
در سپتامبر ۲۰۰۸، از مونته‌نگرو و بوسنی و هرزگوین برای پیوستن به منشور دعوت به عمل آمد و آن‌ها در ۴ سپتامبر ۲۰۰۸ به عضویت منشور درآمدند. در همان زمان صربستان، موقعیت ناظر را پذیرفت. در اول آوریل ۲۰۰۹، آلبانی و کرواسی به عنوان اولین کشورهای این گروه به عضویت ناتو درآمدند.

## عضویت مونته‌نگرو در ناتو
در ۵ ژوئن ۲۰۱۷، مونته‌نگرو رسماً به عنوان بیست و نهمین عضو ناتو به پیمان آتلانتیک شمالی پیوست. توماس شنون معاون وزارت خارجه آمریکا در مراسم عضویت مونته‌نگرو در ناتو که در وزارت خارجه آمریکا آمریکا برگزار شد گفت: «عضویت مونته‌نگرو پیام تحکیم را به منطقه می‌فرستد و صراحتاً به متحدان ما می‌گوید که آمریکا مانند همیشه به اصول دفاع هم‌گرایانه که در پیمان واشینگتن آمده پایبند است.»

## اجلاس منشور آدریاتیک
اجلاس منشور آدریاتیک با حضور روسای کشورها و دولت‌های منطقه و با شرکت مایک پنس معاون رئیس‌جمهور آمریکا در ۲ اوت ۲۰۱۷ در پودگوریتسا پایتخت مونته‌نگرو برگزار شد. این اجلاس لحظه مناسبی برای این کشورهای منطقه بود تا که یکبار دیگر به همراه هم با طرف آمریکایی بر اهمیت استراتژیک صلح آدریاتیک تأکید نموده و تصمیم کشورهای عضو این منشور را برای دستیابی به ادغام کامل کشورهای غرب بالکان به اروپا و آتلانتیک را تجدید نمایند.
معاون رئیس‌جمهور در سخنان افتتاحیه خود گفت: «من امروز بعنوان نماینده پرزیدنت ترامپ به این‌جا آمده‌ام تا که از پیشرفت کشورهای غرب بالکان استقبال کنم. با نزدیک کردن آدریاتیک به آتلانتیک ما می‌توانیم آینده بهتری را نه تنها برای این منطقه بلکه برای کل غرب تضمین کنیم».

## اعضا
پیوستن در ۲۰۰۳
- آلبانی (عضو ناتو از ۲۰۰۹)
- کرواسی (عضو ناتو از ۲۰۰۹)
- مقدونیه شمالی (عضو ناتو از ۲۰۲۰)
- ایالات متحده آمریکا (بنیانگذار ناتو)

پیوستن در ۲۰۰۸
- بوسنی و هرزگوین

## ناظران
از ۲۰۰۸
- صربستان[۳]

از ۲۰۱۲
- کوزوو (اعطای عضویت در منشور در ۲۰۱۲)[۴][۵]